# Affoltern am Albis
Affoltern am Albis es una ciudad y comuna suiza del cantón de Zúrich, capital del distrito de Affoltern. Limita al norte con la comuna de Hedingen, al noreste con Stallikon, al este con Aeugst am Albis, al sur con Mettmenstetten, al oeste con Obfelden y Ottenbach, y al noroeste con Jonen (AG).

## Transportes
Ferrocarril
En el centro del casco urbano está situada la estación que da servicio a la comuna, en la que paran trenes de varias líneas de la red de cercanías S-Bahn Zúrich.